# Pinsapo de las Escaleretas
El pinsapo de Las Escaleretas  es un ejemplar de pinsapo (Abies pinsapo Boiss.) de excepcionales dimensiones y antigüedad,  localizado en el parque nacional de la Sierra de las Nieves, en el municipio malagueño de Parauta (España). Su antigüedad se estima entre 350 y 550 años, tiene 26 m. de altura, hasta 5 m de diámetro del tronco y una copa de 200 m².

## Protección
El 23 de noviembre de 2001 fue declarado monumento natural de Andalucía por la Junta de Andalucía.

## Localización
El Pinsapo de las Escaleretas se encuentra inmerso en el parque natural Sierra de las Nieves, en el término municipal de Parauta de la provincia de Málaga.
El acceso más común es desde el oeste de la Sierra de las Nieves (carretera de Ronda a San Pedro Alcántara) por la pista que conduce a la zona de Los Quejigales, pero 1 km antes sale a la derecha la pista forestal que conduce hacia Istán y Tolox y a unos 2 km se indica a la derecha el camino hacia el pinsapo de Las Escaleretas, cuya parte final solo es accesible caminando. 
Desde el pinsapo de Las Escaleretas se tiene una magnífica vista de la cara sur del pico Torrecilla (1.919 m.), cumbre de la Sierra de la Nieve y de todo el valle que desemboca hacia Istán.

## Conservación
A pesar del los cuidados, el árbol (incluido en el Catálogo de Árboles Singulares de Andalucía) se está secando debido a su edad